# Comment t'oublier ?
Pour plus de détails, voir Fiche technique et Distribution.
Comment t’oublier ? (Como Esquecer) est un film brésilien réalisé par Malu de Martino, sorti en 2010.

## Synopsis
Jùlia, une professeur de littérature anglaise de 35 ans, tente de réapprendre à vivre depuis que son histoire d'amour avec Antonia a pris fin, car ses souvenirs passés réapparaissent sans cesse.

## Fiche technique
- Titre original : Como Esquecer
- Titre français : Comment t'oublier
- Titre international : So Hard to Forget
- Réalisation : Malu de Martino
- Scénario : José Carvalho, Sabina Anzuategui, Sílvia Lourenço, Douglas Dwight, Luiza Leite, Daniel Guimarães, Myriam Campello (livre)
- Langue d'origine : Portugais et Anglais
- Pays d'origine : Brésil
- Genre : Film dramatique
- Durée : 100 minutes
- Date de sortie :
  -  Brésil 15 octobre 2010
  -  Allemagne 5 mai 2011
  -  France 7 mai 2011

## Distribution
- Ana Paula Arósio : Júlia
- Natália Lage : Lisa
- Murilo Rosa : Hugo
- Arieta Corrêa : Helena
- Bianca Comparato : Carmem Lygia
- Pierre Baitelli : Nani
- Regina Sampaio : Selma
- Marília Medina : Tutty
- Gillray Coutinho : Honorio
- Analú Prestes : Donna Laura
- Ana Kutner : Monica
- Ana Baird : Joana
- Lia Racy : Gina
- Miriam Juvino : Claudia
- Roberto Lobo : le gérant de la banque
- Gabriela Bonomo : l'écolière
- Larissa Honorato : Menina Loira
- Lilly Vieira : Maga Café
- Leila Mafua : Carrtora
- Monica de Oliveira : la saxophoniste
- Rodrigo Braga : le percussionniste